# Joan I d'Hongria
Joan Szapolya (o Zápolya) (Szepesváralja, 2 de febrer de 1487 - Szászsebes, 17 de juliol de 1540) va ser un noble hongarès, voivoda de Transsilvània, que fou coronat Rei d'Hongria després de la batalla de Mohács (1526). El seu regnat va ser discutit per Ferran d'Àustria que també reclamà el tron i Joan va haver de prometre vassallatge al soldà Solimà I el Magnífic per obtenir-ne protecció. Finalment ambdós pretendents es repartiren el Regne d'Hongria amb el compromís que a la mort de Szapolya la seva part passaria també als Àustries. Aquest compromís, però no va ser respectat, perquè, a la seva mort, la seva esposa Elisabet, que governava durant la minoria d'edat del seu fill Joan Segimon, motivà a portar a una renovació del conflicte amb els otomans.